# Aschelberg
Aschelberg ist eine Ortschaft und eine Katastralgemeinde der Gemeinde Pöggstall im Bezirk Melk in Niederösterreich. Die Ortschaft hat 38 Einwohner (1. Jänner 2024).

## Geografie
Die aus Oberaschelberg und Unteraschelberg bestehende Ortschaft liegt nördlich von Pöggstall und östlich des Hölltales auf einer nach Süden exponierten, baumfreien Fläche. Zur Ortschaft zählt auch die Brennmühle im Hölltal.

## Geschichte
Im Jahr 1822 wurde der Ort als Dorf mit 14 Häusern genannt, das nach Pöggstall eingepfarrt war, wohin auch die Kinder eingeschult wurden. Die Herrschaft Gutenbrunn besaß die Ortsobrigkeit und besorgte die Konskription. Die Landgerichtsbarkeit wurde von der Pöggstall Scheibbs ausgeübt.
Laut Adressbuch von Österreich waren im Jahr 1938 in der Ortsgemeinde Aschelberg ein Gastwirt, ein Schneider, ein Viehhändler und mehrere Landwirte ansässig. Zudem gab es eine Genossenschaftssäge und ein weiteres Sägewerk.
Bis zur Eingemeindung nach Pöggstall am 1. Jänner 1967 bestand die damalige Gemeinde Aschelberg aus Annagschmais, Grub und Sading.